# Mimetus cornutus
Mimetus cornutus is een spinnensoort uit de familie van de Spinneneters (Mimetidae).
De wetenschappelijke naam van de soort werd in 1947 gepubliceerd door Reginald Frederick Lawrence.